# Зимовник (посёлок)
Зимовник (укр. Зимівник, до 2016 г. — Куйбышево) — посёлок в Херсонской городской общине Херсонского района Херсонской области Украины.
Почтовый индекс — 73009. Телефонный код — 552.

## Население
Население по переписи 2001 года составляло 1163 человека.

### Языковой состав
Родной язык населения по данным переписи 2001 года:
| Язык       | Численность, чел. | Доля     |
| ---------- | ----------------- | -------- |
| Украинский | 1 007             | 86,59 %  |
| Русский    | 142               | 12,21 %  |
| Другое     | 14                | 1,20 %   |
| Итого      | 1 163             | 100,00 % |